# Jewish Learning Institute
Rohr Jewish Learning Institute (JLI) è correntemente il più grande istituto di apprendimento ebraico per adulti e offre corsi su una vasta gamma di temi e materie in 325 filiali sparse per il mondo, con sedi in sei continenti. Tramite l'impiego dell'instructional design basato sulla ricerca, il JLI si propone di presentare l'ebraismo in modo che sia intellettualmente rigoroso e molto accessibile. Nel 2009, soltanto negli Stati Uniti d'America, JLI ha ospitato oltre 42.000 studenti nei suoi corsi, più di tutti gli altri programmi ebraici nazionali messi insieme.
L'istituto offre tre corsi annuali tramite sedi locali e con docenti locali. Ogni corso dura sei sessioni settimanali. Per convenienza degli studenti pendolari, ogni classe è tenuta nella stessa settimana in ogni sede, sia in America che nel resto delle altre sedi estere. Le materie includono:
- Etica Legge ebraica
- Studi Talmudici
- Psicologia e Crescita personale
- Cabala e Misticismo ebraico
- Israele
- Storia ebraica
- Olocausto
- Tanakh (Studi biblici)

Alcuni corsi del JLI sono stati accreditati dall'American Medical Association, altri dal Continuing Legal Education per l'abilitazione alla pratica legale nel Regno Unito, Australia e il National Board of License.
JLI ha undici dipartimenti: JLI Flagship Courses; Torah Studies; My Shiur; Sinai Scholars; JLI Teens; Rosh Chodesh Society; Torah Café; National Jewish Retreat; The Land and the Spirit Mission; JLA Academy; Continuing Education; e Marketing & PR.
Sussidiaria della Merkos L'Inyonei Chinuch, l'istituto JLI è il braccio educativo per adulti di Chabad Lubavitch.

## Lingue
I corsi JLI sono tradotti in ebraico, spagnolo, tedesco e russo.

## Sedi
Filiali JLI si trovano nei seguenti Paesi:

### Stati Uniti
Alabama, Arizona, California, Colorado, Connecticut, Delaware, Florida, Georgia, Idaho, Illinois, Kansas, Louisiana, Massachusetts, Maryland, Michigan, Minnesota, Montana, Missouri, Carolina del Nord, Nebraska, New Jersey, Nuovo Messico, Nevada, New York, Ohio, Oklahoma, Oregon, Pennsylvania, Porto Rico, Rhode Island, Carolina del Sud, Tennessee, Texas, Utah, Virginia, Vermont, Washington, Wisconsin.

### Altre nazioni
Argentina, Austria, Belgio, Brasile, Canada, Colombia, Danimarca, Finlandia, Germania, Grecia, Guatemala, Israele, Paesi Bassi, Panama, Singapore, Sudafrica, Svezia, Svizzera, Regno Unito, Venezuela